# Awsan

La guerra di Saba sotto Karib'il Watar I (c. 685 a.C.) contro Awsān (in arancione)

Awsān come parte del Qataban nel I secolo d.C.

Awsān è un antico regno dell'Arabia meridionale (Yemen moderno) tra l'VIII e il VII secolo a.C..

## Hagar Yahirr
La sua capitale era Hagar Yahirr, a nord del Wadi Markha e a sud del Wadi Bayhan, è oggi caratterizzato quasi soltanto da un'eminenza artificiale, chiamato localmente Agar Asfal. La città sembra sia stata distrutta nel VII secolo a.C. dal re e mukarrib del Regno di Saba, Karib'il Watar, secondo un testo sabeo che parla di un'entità statuale di grande rilevanza.
Hagar Yahirr fu il centro di un agglomerato eccezionalmente importante per l'Arabia meridionale, influenzata dalla cultura ellenistica, con santuari e una struttura palaziale circondata da abitazioni in mattoni crudi, con un'area destinata al mercato e un caravanserraglio per dromedari.
I suoi re, in quelle epoche, furono oggetto di venerazione quasi divina. Una statuetta riporta il suo ritratto, vestito alla moda greca, al contrario dei suoi predecessori, abbigliati secondo la moda araba. Il tutto accompagnato da iscrizioni in lingua awsanide ma in scrittura qatabanide.
La struttura urbana di Hagar Yahirr era conforme a quella delle altre capitali dei piccoli regni dell'Arabia meridionale, all'imboccatura di wadi d'una certa importanza: Maʿin sul wadi Jawf, Ma'rib sul wadi Dana, Timna sul wadi Bayhan, Hagar Yahirr sul wadi Markha e Shabwa sul wadi Irma.

## Archeologia
A metà degli anni novanta sono stati condotti scavi sul sito, rimasto straordinariamente intatto, da M. Saad Ayoub.

Grazie ad essi si è osservata una seconda attività awsanide dalla fine del II secolo a.C. all'inizio del I secolo.
I dati epigrafici esteriori attestano l'esistenza di un solo sovrano deificato ad Awsan.
Circa 160.000 m2 erano protetti da mura e le fondamenta delle abitazioni risultano costruite in mattoni cotti.
L'agricoltura dipendeva allora dall'irrigazione tramite canalizzazione, resa possibile dalle precipitazioni pluviali annuali di primavera e d'estate, allorché la crescita del livello d'acqua dei wadi permetteva la temporanea inondazione dei campi coltivati, depositando uno strato di limo che, seppure non abbondante ed eroso dai venti, consentiva la fertilizzazione del terreno.
La datazione al radiocarbonio dei sedimenti d'irrigazione dell'area suggerisce l'ipotesi che l'irrigazione essenziale fu abbandonata nella prima metà del I secolo d.C., e che all'epoca la popolazione si disperse.

## Elenco dei re di Awsān
- 'Amkarib, (VIII secolo a.C.), padre di Ḏkrʾl Lḥyn,
- Dkrʾl Lḥyn, verso il 700 a.C., Mukarrib, padre di Muratta,
- Muratta, o Martaw (VII secolo a.C.), sconfitto da Karib'il Watar,
- Ma'ad'il, verso la fine del I secolo a.C. e l'inizio del I secolo,
- Yasuduq'il Far'a (I secolo),
- Ma'ad'il Salhan (I secolo),
- Yasuduq'il Far'a Sharah'at (I secolo),
- Ammyitha 'Ghaylān Gaschmu,